# Tia Mowry
Tia Dashon Mowry Hardrict (ur. 6 lipca 1978) – amerykańska aktorka, córka Włocha i Afrykanki, siostra Tamery Mowry i Tahj Mowry, występowała w serialu Jak dwie krople czekolady.

## Życiorys
Mowry urodziła się w Gelnhausen w Niemczech. Jej matka, Darlene Flowers, wypromowała karierę córki i przez pewien czas pracowała jako jej ochroniarz, a ojciec, Timothy Mowry, po ukończeniu wyższej szkoły został policjantem w Kalifornii. Tia jest najstarsza z trójki rodzeństwa, a wraz ze swą bliźniaczką jest znana z zespołu The Voice.
Tia wraz ze siostrą brały udział w telewizyjnych programach łowców talentów, kiedy ich rodzina ulokowała się w Teksasie. W wieku 12 lat namówiła mamę, aby ta wraz z nimi przeniosła się do Kalifornii, gdzie mogłyby rozwijać swoje umiejętności aktorskie. W 1990 na dobre osiedlili się tam, a siostry zaczęły grać małe role w reklamach i serialach.
Bardzo dobrze znaną rolą Tii była postać Tii Landry w serialu dla nastolatków Jak dwie krople czekolady, w którym grała równe pięć lat. Wcześniej jednak swoje możliwości pokazała w Pełnej chacie, grając rolę Denise. W międzyczasie wystąpiła w epizodzie scenerii brata Smart Guy i podkładała głos w bajce dla dzieci Detention. Wraz z rozwojem sztuki grania, Tia studiowała psychologię na Pepperdine University. Wyjechała także do Europy, w celu nauki przedmiotów humanistycznych i języka włoskiego. W 2002 r. wystąpiła wraz z bliźniaczką w filmie Gorąca laska jako cheerleaderka. W 2005 r. wystąpiła w filmie Magiczny duet. Tia była nominowana do nagrody Teen Choice Award.
Mowry wyjechała do Los Angeles, gdzie mieszka wraz z psem rasy chihuahua. W 2006 roku zaręczyła się z aktorem Corym Hardrictem. Ślub odbył się 28 kwietnia 2008 roku w Kalifornii. 28 czerwca 2011 na świat przyszedł ich syn Cree Taylor Hardrict. 5 maja 2018 r. na świat przyszło ich drugie dziecko, córka.

## Filmografia

### Filmy
- Dangerous Women (1991) jako Judith Ann Webb
- Siedemnaście mieć lat... (2000) jako Sydney
- Gorąca laska (2002) jako Venetia
- Magiczny duet  (2005) jako Alex Fielding
- The American Standarts (2007) jako Kate
- Magiczny duet 2 (2005) jako Alex Fielding

### Seriale tv
- Praise the Lord jako Tia Mowry
- ABC TGIF jako Tia
- Czy boisz się ciemności?
- Jak dwie krople czekolady jako Tia Landry
- Blue's Clues jako Tia Mowry
- Smart Guy jako Rochelle
- Strong Medicine jako Keisha
- Miłość z o.o. jako Kim
- Zasady gry jako Melanie Barnett
- Instant Mom jako Stephanie

### Dubbing
- The Adventures of Hyperman jako Zła Emma
- Detention jako Lemonjella LaBelle
- Bratz jako Sasha